# Симферопольский 133-й пехотный полк
Симферопольский 133-й пехотный полк — пехотная часть Русской императорской армии.
Полковой праздник — 14 сентября.
Старшинство по состоянию на 1914: 14 февраля 1831 года.

## История полка
Полк составился в 1863 году из 4-го кадрового и резервных 5-го и 6-го батальонов Модлинского пехотного полка как Модлинский резервный пехотный полк. Каждый из этих батальонов до 1884 имел собственную историю, старшинство и знаки отличия. К августу 1863 года полк приведён в трехбатальонный состав и с 13 августа 1863 года назван как Симферопольский пехотный полк. С 25 марта 1864 года к названию полка присоединён порядковый номер и полк стал называться 133-й Симферопольский пехотный полк. В 1879 году сформирован 4-й батальон полка. 18 марта 1884 всем батальонам полка присвоено старшинство от даты формирования Модлинского пехотного полка, как части, сформированной из его половины, тогда же переписана и история части, ставшей таким образом до 1863 года копией истории Модлинского пехотного полка, одновременно с этим уничтожалась история и изменялись знаки отличия батальонов, входивших в состав полка.

### 1-й батальон полка
1-м батальоном полка с 1863 года стал 4-й батальон Модлинского пехотного полка. Батальон был сформирован 9 февраля 1834 как 4-й действующий батальон Модлинского пехотного полка, ему установлено старшинство 1700 года, как сформированному из чинов 1-го батальона Модлинского полка, имевшего это старшинство (получил в бытность 3-м батальоном Брестского полка). 11 апреля 1834 года батальону пожаловано простое знамя без надписи, а 20 июня 1838 года к знамени батальона дана юбилейная лента (лента эта накладывалась на все знамёна, бывшие в батальоне), но в 1884 году она была сдана в арсенал. 19 марта 1850 года в честь 150-летия полка пожаловано простое юбилейное знамя с надписью под орлом «1700—1850». 30 августа 1856 года пожаловано Георгиевское знамя с надписью «За Севастополь в 1854 и 1855 годах» и надписью под орлом «1700—1850» (с 1884 года это знамя стало полковым знаменем 133-го Симферопольского полка).

### 2-й батальон полка
2-м батальоном полка с 1863 года стал 5-й батальон Модлинского пехотного полка. Этот батальон был сформирован 30 апреля 1802 года как 3-й батальон Рязанского мушкетерского полка, соответственно батальону было установлено старшинство с 1703 года, как сформированному из чинов 1-го и 2-го батальонов Рязанского полка, имевшего это старшинство. При сформировании батальону выдано два простых знамени, из числа пожалованных Мушкетерскому Генерала от Инфантерии Голенищева-Кутузова полку 21 августа 1798 года. 2 апреля 1814 года наряду с прочими батальонами рязанского полка пожалованы знаки на кивера с надписью «За отличие» (за подвиги в войне с Францией в 1812, 1813 и 1814 годах). 21 августа 1814 года в батальоне оставлено одно знамя. 16 февраля 1824 пожаловано новое простое знамя без надписи. 9 мая 1830 года батальон назван 3-м резервным батальоном Рязанского пехотного полка и 16 февраля 1831 того же года он был отчислен на сформирование Модлинского пехотного полка, составив его 3-й резервный батальон, при этом батальон сохранил знамя, пожалованное в 1824 году. 28 января 1833 года назван 4-м резервным батальоном Модлинского пехотного полка, а 9 февраля 1834 года стал 5-м резервным батальоном Модлинского пехотного полка. 20 июня 1838 года к знамени батальона пожалована юбилейная лента. 23 августа 1856 года батальон был расформирован и все чины батальона уволены в бессрочный отпуск. Летом 1863 года батальон был вновь собран из бессрочно-отпускных и рекрут как 2-й батальон Модлинского резервного полка, вскоре ставшего Симферопольским пехотным полком. Приказом от 18 марта 1884 года старшинство батальона упразднено и юбилейная лента сдана в арсенал.

### 3-й батальон полка
3-м батальоном полка с 1863 года стал 6-й батальон Модлинского пехотного полка. Этот батальон был сформирован 14 февраля 1831 года как 3-й резервный батальон новосформированного 51-го егерского полка, батальону при этом было установлено старшинство с 1711 года, как сформированному из чинов 3-го батальона 47-го егерского полка (тогда же ставшего 1-м батальоном 51-го егерского полка), ведшему свою историю с 1711 года, от гарнизонных полков Островского и Толбухина в Кронштадте и Кроншлоте. 28 января 1833 года 51-й егерский полк расформирован, а батальон перечислен в состав Модлинского пехотного полка, став его 5-м резервным батальоном, 9 февраля 1834 года стал 6-м резервным батальоном Модлинского пехотного полка и 30 августа 1834 переформирован в запасной полубатальон № 57 Модлинского пехотного полка. 20 июня 1838 года к знамени батальона пожалована юбилейная лента. 20 января 1842 года запасной полубатальон № 57 переформирован в 6-й запасной батальон Модлинского пехотного полка. 10 марта 1854 года он стал 6-м резервным батальоном Модлинского пехотного полка. 23 августа 1856 года все чины батальона уволены в бессрочный отпуск. 30 августа 1856 года батальону пожаловано Георгиевское знамя с надписью «За Севастополь в 1854 и 1855 годах». Летом 1863 года батальон вновь был собран из бессрочно-отпускных и рекрут как 3-й батальон Модлинского резервного полка, вскоре ставшего Симферопольским пехотным полком. Приказом от 18 марта 1884 старшинство батальона упразднено и юбилейная лента сдана в арсенал.

### 4-й батальон полка
Батальон был сформирован 7 апреля 1879 года из стрелковых рот 1-го, 2-го и 3-го батальонов, при сформировании батальону выдано простое знамя 8-го запасного батальона Модлинского пехотного полка (этот батальон был расформирован 23 августа 1856 года).

### Кампании полка
Полк отличился в Первую мировую войну, в частности, в Янчинском бою 1914 г.

## Командиры полка
- 21.04.1863[2] — 25.04.1866 — полковник Клуген, Фёдор Густавович
- 25.04.1866 — 23.03.1875[3] — полковник Мусницкий, Василий Осипович
- 24.03.1875 — 26.01.1885 — полковник (с 15.05.1883 генерал-майор) Жерве, Владимир Константинович
- 28.02.1885 — 04.09.1890 — полковник Зарубаев, Николай Платонович
- 23.09.1890 — после 01.05.1891 — полковник Фрейман, Константин Богданович
- 28.10.1891 — 19.01.1897 — полковник Завойский, Мечислав Леонтьевич
- 21.01.1897 — 17.12.1900 — полковник Экстен, Николай Александрович
- 18.12.1900 — 12.03.1906 — полковник Заборский, Казимир Людвигович
- 12.03.1906 — 14.07.1910 — полковник Иванов, Николай Максимович
- 26.08.1910 — 30.12.1914 — полковник (с 02.11.1914 генерал-майор) Кортацци, Георгий Иванович
- 30.12.1914 — 28.01.1916 — полковник (с 23.12.1915 генерал-майор) Снесарев, Андрей Евгеньевич
- 28.01.1916 — 02.05.1917 — полковник Люткевич, Михаил Григорьевич
- 16.05.1917 — 05.08.1917 — полковник Попов, Николай Николаевич
- 05.08.1917 — хх.хх.хххх — полковник Козякин, Иван Григорьевич

## Знаки отличия полка к 1914
- Георгиевское знамя с надписью «За Севастополь в 1854 и 1855 годах» и надписью под орлом «1700—1850» (пожалованное 1-му батальону полка)

## Гражданская война
В 1919 году в Вооруженных силах Юга России полк был восстановлен на основе кадра. Участвовал в боях, в Бредовском походе. Летом 1920 года переброшен в Крым, к Врангелю. Включен батальоном  в Корниловскую ударную дивизию.

## Другие части этого имени
- Симферопольский конный полк. Сформирован 24 января 1808 как иррегулярный. Участвовал в кампаниях 1812 и 1813 годов, в 1814 расформирован (см Крымский конный полк).
- Симферопольский местный батальон. См историю Рымникского полка.